# Segura de León
Segura de León ist eine Kleinstadt und eine Gemeinde (municipio) mit 1.792 Einwohnern (Stand: 2024) im Süden der spanischen Provinz Badajoz in der Autonomen Gemeinschaft Extremadura. 

## Lage
Segura de León liegt ca. 150 km (Fahrtstrecke) südsüdöstlich der Provinzhauptstadt Badajoz in einer Höhe von ca. 420 m. Die portugiesische Grenze wird nach ca. 40 Kilometer Fahrtstrecke erreicht. 
Das Klima im Winter ist gemäßigt, im Sommer dagegen warm bis heiß; die geringen Niederschlagsmengen (ca. 571 mm/Jahr) fallen – mit Ausnahme der nahezu regenlosen Sommermonate – verteilt übers ganze Jahr.

## Bevölkerungsentwicklung
| Jahr      | 1970  | 1981  | 1991  | 2001  | 2011  | 2021  |
| Einwohner | 3.522 | 2.900 | 2.321 | 2.283 | 2.089 | 1.834 |

## Sehenswürdigkeiten
- Die mächtige Burganlage, die noch heute die Stadtsilhouette prägt
- Mariä-Himmelfahrt-Kirche, Iglesia de Nuestra Señora de la Asunción, im 13. Jahrhundert erbaut

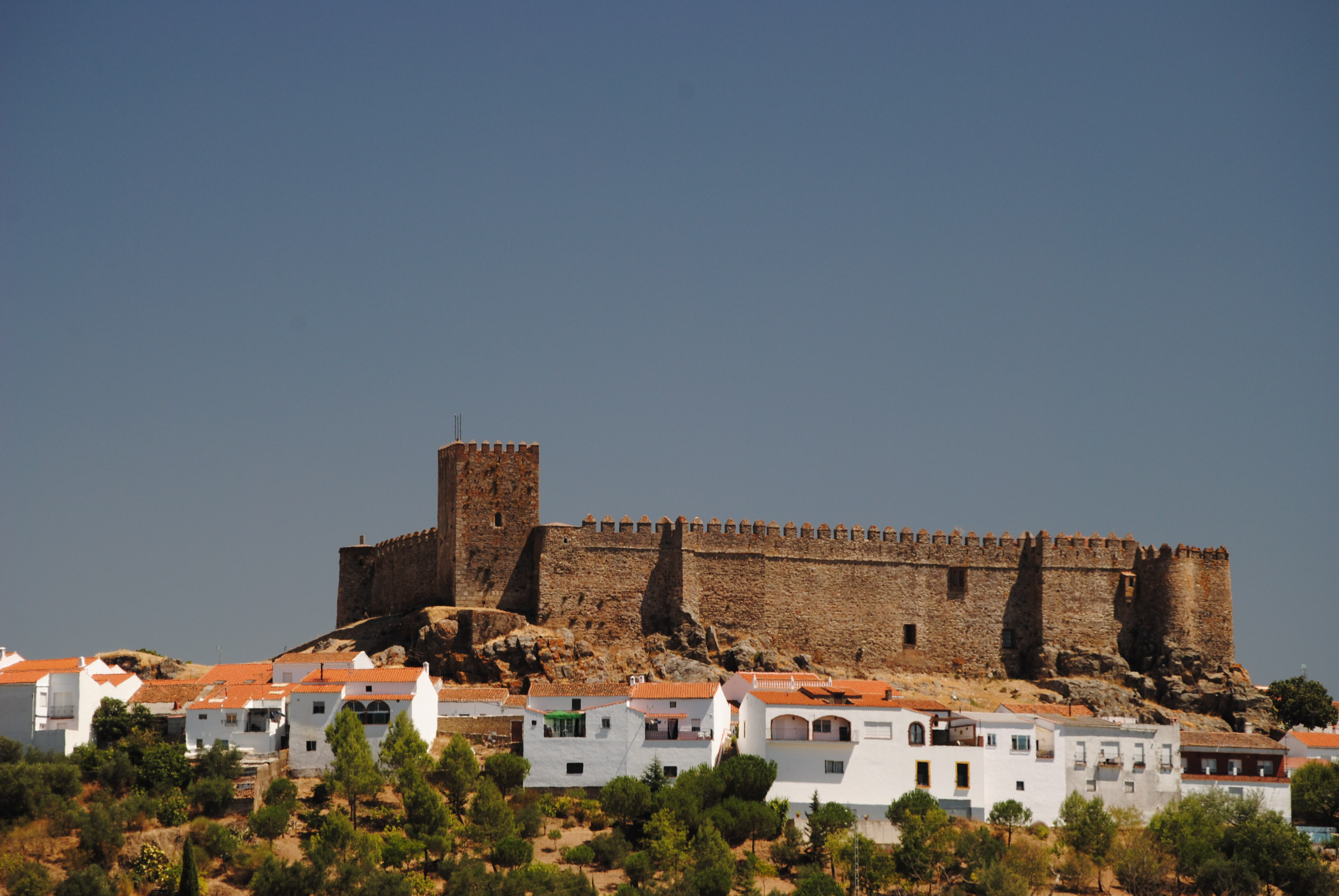
Burganlage
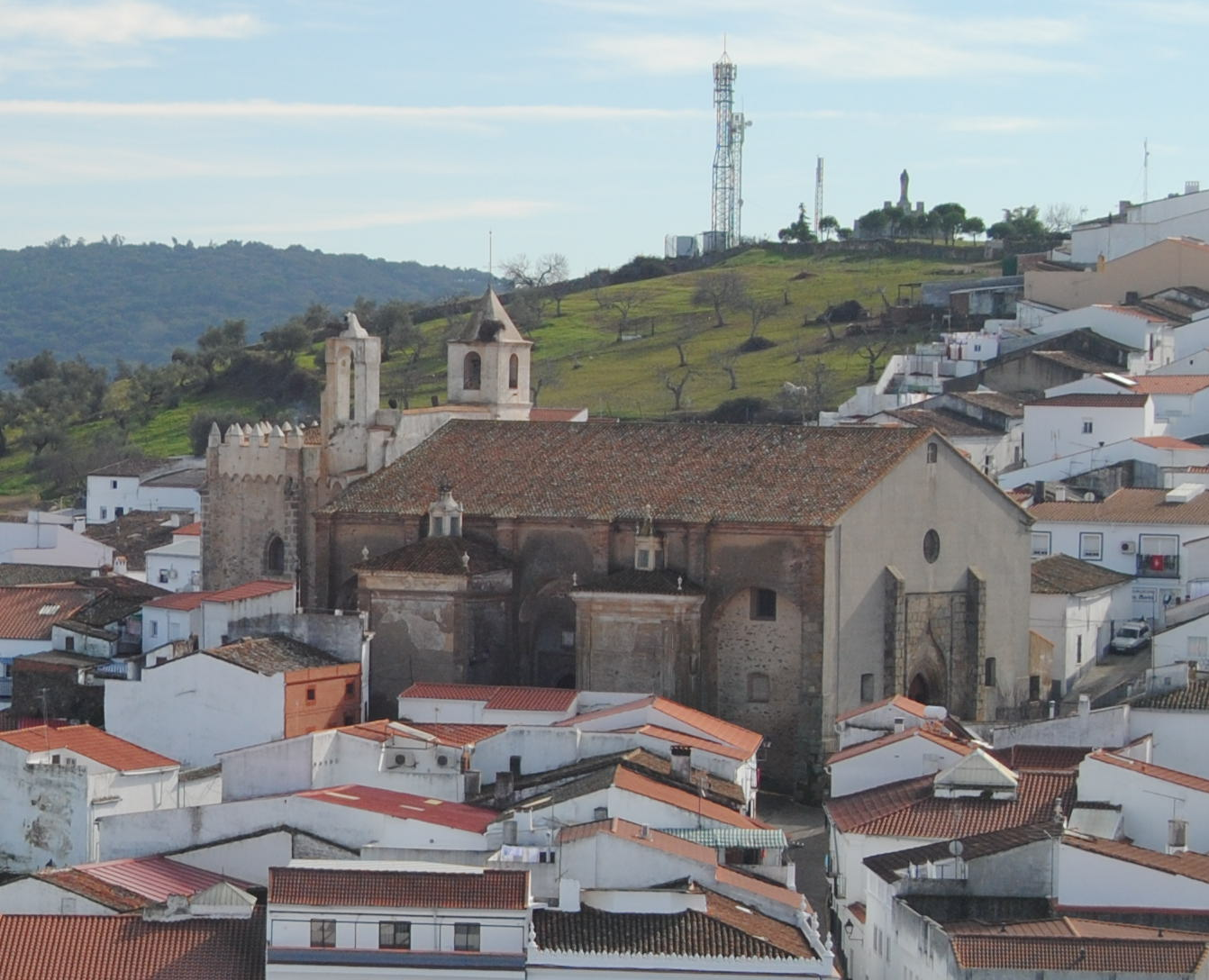
Iglesia de Nuestra Señora de la Asunción

## Söhne und Töchter der Stadt
- Alonso Manrique (1471–1538), Bischof von Badajoz (1499–1516) und Cordoba (1516–1523), Erzbischof von Sevilla und Generalinquisitor (beides 1523–1538)
- Guillermo Silveira (1922–1987), Bildhauer und Maler
- Antonio Casquete de Prado (* 1932), Maler